# Synpalamides escalantei
Synpalamides escalantei là một loài bướm đêm thuộc họ Castniidae. Nó được miêu tả bởi Miller năm 1976, và được tìm thấy ở México.